# Augusta Acconcia Longo
Augusta Acconcia Longo (Acuto, 30 dicembre 1940 – Roma, 11 novembre 2016) è stata una filologa e bizantinista italiana.

## Biografia
Nata ad Acuto, piccolo paese in provincia di Frosinone, frequentò l'Università "La Sapienza" di Roma, dove si laureò in Lettere nel 1964 discutendo una tesi in Filologia bizantina. Collaborò alle attività della cattedra di Filologia e Storia bizantina prima come assistente volontario e poi, vincitrice di concorso, come assistente ordinario. Fu professoressa incaricata e poi associata di greco medievale alla Scuola Speciale per Archivisti e Bibliotecari dell’Università "La Sapienza" di Roma nel periodo tra il 1974 e il 1994. Successivamente fu ordinaria di Filologia bizantina all’Università di Salerno fino al 2000. Infine ha chiuso la sua carriera di docente come ordinario di Civiltà bizantina presso la Facoltà di Lettere e Filosofia della Sapienza (2000-2010).

## Attività di ricerca
Ha collaborato al notiziario bibliografico della rivista Byzantinische Zeitschrift, ha diretto la Rivista di Studi Bizantini e Neoellenici e la collana Testi e studi bizantino-neoellenici, e ha fatto parte del comitato scientifico della rivista Nea Rhome edita dall'Università degli Studi di Roma Tor Vergata. Si è occupata, nel corso della sua attività scientifica, di diversi campi di indagine e ha curato l'editio princeps di numerosi inediti: ha studiato i testi innografici e la poesia di imitazione classica e di contenuto sacro e profano; ha pubblicato testi letterari e documentari agiografici, soprattutto italo-greci, con particolare attenzione alle leggende agiografiche di età iconoclasta, scoprendo, tra l'altro, alcuni testi ereticali sfuggiti alla censura ortodossa; si è inoltre interessata alla storia della grecità bizantina in Italia meridionale e in Sicilia e ai suoi rapporti con l'Oriente e il mondo latino, dal VII secolo alla prima età angioina.

## Pubblicazioni (selezione)
- Il testo integrale della «Narrazione degli abati Giovanni e Sofronio» attraverso le Ἑρμηνεῖαι di Nicone, in Rivista di studi bizantini e neoellenici, n.s., n. 2-3, 1965-1966,  pp. 223-267.
- Canones Iunii, collana Analecta Hymnica Graeca e codicibus eruta Italiae inferioris, I. Schirò consilio et ductu edita X, Roma, 1972.
- Canones Iulii, collana Analecta Hymnica Graeca e codicibus eruta Italiae inferioris, I. Schirò consilio et ductu edita XI, Roma, 1978.
- Il calendario giambico in monostici di Teodoro Prodromo, collana Testi e Studi bizantino-neoellenici 5, Roma, 1983.
- L’attività letteraria del giurista Ioasaf, in Studi bizantini e neogreci. Atti del IV Congresso Nazionale di Studi Bizantini (Lecce, 21-23 aprile 1980; Calimera, 24 aprile 1980), Galatina, 1983,  pp. 333-341.
- Un nuovo codice con poesie salentine (Laur. 58,25) e l’assedio di Gallipoli del 1268-69, in Rivista di studi bizantini e neoellenici, n.s., n. 20-21, 1983-1984,  pp. 123-170.
- Per la storia di Corfù nel XIII secolo. I. Il testo greco di una lettera di Giorgio Bardanes a Federico II. — II. Giovanni Comneno Vatatzes: nota prosopografica, in Rivista di studi bizantini e neoellenici, n.s., n. 22-23, 1985-1986,  pp. 209-243.
- Nota su Giorgio di Gallipoli, in Δίπτυκα, n. 4, 1987,  pp. 426-432.
- L’assedio e la distruzione di Gallipoli (1268-69), in Archivio storico italiano, n. 146, 1988,  pp. 3-22.
- S. Maria Chrysè e S. Maria dell’Ammiraglio a Palermo, in Rivista di studi bizantini e neoellenici, n.s., n. 25, 1988,  pp. 165-183.
- La Vita di S. Leone vescovo di Catania e gli incantesimi del mago Eliodoro, in Rivista di studi bizantini e neoellenici, n.s., n. 26, 1989,  pp. 3-98.
- Gli innografi di Grottaferrata, in Atti del Congresso internazionale su S. Nilo di Rossano (28 settembre-1° ottobre 1986), Rossano-Grottaferrata, 1989,  pp. 317-328.
- Siracusa e Taormina nell’agiografia italogreca, in Rivista di studi bizantini e neoellenici, n.s., n. 27, 1990,  pp. 33-54.
- Filippo il filosofo a Costantinopoli, in Rivista di studi bizantini e neoellenici, n.s., n. 28, 1991,  pp. 3-20.
- Santi Greci della Calabria Meridionale, in Calabria bizantina. Testimonianze d’arte e strutture dei territori, Soveria Mannelli (CZ), 1991,  pp. 211-230.
- A proposito di un articolo recente sull’agiografia iconoclasta, in Rivista di studi bizantini e neoellenici, n.s., n. 29, 1992,  pp. 3-17.
- La Vita di S. Leone di Catania, in Sicilia e Italia suburbicaria tra IV e VIII secolo. Atti del Convegno di Studi. Catania, 24-27 ottobre 1989, Soveria Mannelli, 1992,  pp. 215-226.
- Di nuovo sull’agiografia iconoclasta, in Rivista di studi bizantini e neoellenici, n.s., n. 30, 1993,  pp. 7-15.
- Il canone di Bartolomeo per la consacrazione della chiesa di S. Maria a Grottaferrata, in Bollettino della Badia Greca di Grottaferrata, n.s., n. 47, 1993,  pp. 133-163.
- Cultura profana e verità rivelata negli epigrammi di Teodoro Prodromo sulla creazione, in Rivista di cultura classica e medioevale, n. 36, 1994,  pp. 259-270.
- La Vita e i Miracoli di s. Fantino di Tauriana e l’identificazione dell’imperatore Leone «eretico», in Rivista di studi bizantini e neoellenici, n.s., n. 32, 1995,  pp. 77-90.
- S. Leo, S. Luca di Bova e altri santi italogreci, in Calabria Bizantina. Il territorio grecanico da Leucopetra a Capo Bruzzano, Soveria Mannelli, 1995,  pp. 75-84.
- Il canone di Bartolomeo per la consacrazione della chiesa di S. Maria a Grottaferrata, in Bollettino della Badia greca di Grottaferrata, n.s., n. 47, 1995,  pp. 133-163.
- Santi monaci italogreci. Alle origini del monastero di S. Elia di Carbone, in Bollettino della Badia greca di Grottaferrata, n.s., n. 49-50, 1995-1996,  pp. 131-149.
- Per una nuova edizione dei Tetrastici di Teodoro Prodromo sull’Antico e il Nuovo Testamento, in Byzantina Mediolanensia. V Congresso Nazionale di Studi Bizantini (Milano, 19-22 ottobre 1994), Soveria Mannelli, Rubbettino, 1996,  pp. 5-12.
- L’encomio per s. Marciano di Siracusa (BHG 1030): un’opera di età normanna?, in Rivista di Studi Bizantini e Neoellenici, n.s., n. 33, 1996,  pp. 3-12.
- S. Giovanni Terista nell’agiografia e nell’innografia, in Calabria Bizantina. Civiltà bizantina nei territori di Gerace e Stilo. Atti dell'XI Incontro di Studi Bizantini (Locri – Stilo – Gerace, 6-9 maggio 1993), Soveria Mannelli, 1998,  pp. 137-154.
- Tradizioni agiografiche di Calabria: la Vita e i Miracoli di s. Fantino di Tauriana, in Palmi Calabria Cristiana. Società Religione Cultura nel territorio della Diocesi di Oppido Mamertina-Palmi. 1. Dalle origini al Medio Evo. Atti del Convegno di Studi, Palmi - Cittanova 21-25 novembre 1994, a cura di S. Leanza, introduzione di D. Rhodio e di D. Crusco, Soveria Mannelli, 1999,  pp. 527-538.
- I Miracula s. Phantini e la società calabrese dell'epoca, in Chiesa e Società nel Mezzogiorno. Studi in onore di Maria Mariotti, I, Soveria Mannelli, 1999,  pp. 45-57.
- La Vita di Zosimo vescovo di Siracusa: un esempio di «agiografia storica», in Rivista di Studi Bizantini e Neoellenici, n.s., n. 36, 1999,  pp. 5-17.
- La Passio di s. Nicone e cc. mm. (BHG 1369): un nuovo testo agiografico iconoclasta?, in Rivista di Studi Bizantini e Neoellenici, n.s., n. 38, 2001,  pp. 27-68.
- L'antichità pagana nell'agiografia italogreca di età iconoclasta, in L'Ellenismo italiota dal VII al XII secolo. Atti dell'VIII Convegno Internazionale della Fondazione Nazionale Ellenica delle Ricerche, Istituto di Ricerche Bizantine "Alla memoria di Nikos Panagiotakis" (Venezia 13-16 novembre 1997), Atene, 2001,  pp. 1-17.
- La data della vita di s. Pancrazio di Taormina (BHG 1410), in Bollettino della Badia greca di Grottaferrata, n. 55, 2001,  pp. 37-42.
- Ricerche di agiografia italogreca, collana Testi e studi bizantino-neoellenici 13, Roma, 2003.
- Vite Passioni Miracoli dei santi, in Lo spazio letterario del medioevo, 3.1: Le culture circostanti. La cultura bizantina, Roma, Salerno editrice, 2004,  pp. 183-227.
- Santi siciliani di età iconoclasta, in Euplo e Lucia 304 – 2004. Agiografia e tradizioni cultuali in Sicilia, Catania-Siracusa, 2006,  pp. 283-305.
- I vescovi nell'agiografia italogreca: il contributo dell'agiografia alla storia delle diocesi italogreche, in Histoire et culture dans l'Italie byzantine. Acquis et nouvelles recherches, Roma, 2006,  pp. 127-153.
- Santi siciliani di età iconoclasta, in Euplo e Lucia 304 – 2004. Agiografia e tradizioni cultuali in Sicilia, Catania-Siracusa, 2006,  pp. 283-305.
- I santi nell'innografia liturgica bizantina (sec. VI-IX), in Liturgia e agiografia tra Roma e Costantinopoli. Atti dei Seminari di Studio (Gottaferrata, 30 marzo 2000-Roma, 31 marzo 2000), Roma-Grottaferrata, Congregazione Monaci Basiliani, 2007,  pp. 59-72.
- Considerazioni sulla chiesa di S. Maria dell'Ammiraglio e sulla Cappella Palatina di Palermo, in Νέα Ῥώμη, vol. 4267-293, 2007. online (PDF; 774 kB)
- La «questione» Filippo il Filosofo, in Nea Rhomê, n. 7, 2010,  pp. 11-39.
- La Vita metrica di Leone di Catania. Un testo tra agiografia e narrativa profana, in Bisanzio e le periferie dell'impero. Atti del Convegno Internazionale nell'ambito delle Celebrazioni del Millenario della fondazione dell'Abbazia di San Nilo a Grottaferrata (Catania, 26-28 novembre 2007), Acireale-Roma, Bonanno, 2011,  pp. 17-26.
- Costantino V a Napoli, in Rivista di Studi Bizantini e Neoellenici, n.s., n. 49, 2012,  pp. 221-237.
- Poesia greca nel Salento medievale, in Rivista di studi bizantini e neoellenici, n.s., n. 51, 2014,  pp. 245-279.
- La letteratura italogreca nell’XI e XII secolo, in Byzantino-sicula VI. La Sicilia e Bisanzio nei secoli XI e XII. Atti delle X Giornate di Studio della Associazione Italiana di Studi Bizantini (Palermo, 27-28 Maggio 2011), Palermo, 2014,  pp. 107-130.
- I percorsi di una leggenda: Eliodoro Virgilio Faust, in Rivista di studi bizantini e neoellenici, n.s., n. 52, 2015,  pp. 165-240.
- Il nome Αἰθαλία nella Vita di Leone di Catania, in Studi bizantini in onore di Maria Dora Spadaro, Acireale – Roma, 2016,  pp. 19-32.